# Chiril Lukaris
Kyrillos Lukaris (n. 13 noiembrie 1572, Candia, Creta — d. 27 iunie 1638, Constantinopol) sau Chiril Lucaris, a fost un teolog și un prelat grec care mai târziu a devenit Patriarhul Ortodox al Alexandriei cu numele de  Chiril III și Patriarh Ecumenic de Constantinopol cu numele de Chiril I.

## Biografie
După cum scria în anul 1929 profesorul Georg Hofmann, Konstantinos s-a născut în anul 1572, în Candia, insula Creta. Această insulă aparținea în acea perioadă Republicii Venețiene. Tânărul Konstantinos a primit primele lecții de la călugărul Meletios Vlastos. La vârsta de doisprezece ani, el a venit în Italia pentru a-și continua formarea spirituală. Câțiva ani mai târziu îl regăsim la  Veneția, în aceeași perioadă cu episcopul grec local Maximos Margunios. Începând cu 1588 și până la 1594 tânărul Konstantinos Lukaris s-a dedicat studiului la Padova. El dobândește în aceste două orașe italiene suficiente cunoștințe de limba italiană și latină. 
În Padova și-a stabilit, prin intermediul binefăcătorului său Margunios, relațiile cu cărturarii germani David Höschel și Friederich Sylburg. A fost hirotonit călugăr și preot în 1594, luând numele de Kyrillos. Devine mai târziu patriarh ortodox al Alexandriei cu numele de Chiril III și patriarh ecumenic de Constantinopol cu numele de Chiril I.
În anul 1634 a sfințit edificiul refăcut al Mănăstirii Sfinții Voievozi din Slobozia, în prezența lui Matei Basarab. În 30 aprilie 1638 a sfințit Mănăstirea Podgoria Copou din Iași, în prezența domnului Vasile Lupu. 
A fost ucis prin sugrumare în data de 27 iunie 1638 la Constantinopol, de soldați otomani, din porunca sultanului. Patriarhul Chiril a fost suspectat de simpatii protestante și implicit de tendințe occidentale, opuse intereselor Înaltei Porți.

## Cronologie
- 1572: Se naște în Candia, insula Creta
- 1588: Studii de italiană și latină la Padova
- 1594: Este hirotonit preot
- 1629: Este publicată la Geneva lucrarea CONFESSIO FIDEI
- 1638: Kyrillos Lukaris este ucis de către soldații turci la Constantinopol